# جيمس أو. بيج
جيمس أو. بيج (بالإنجليزية: James O. Page)‏ هو محامي أمريكي، ولد في 7 أغسطس 1936، وتوفي في 4 سبتمبر 2004 بسبب نوبة قلبية.